# Котлета де-воляй
Люблю поесть. Что может в мире

Так нежно радовать сердца,

Как ломтик ростбэфа в гарнире

Из молодого огурца?

Тебя пою, о шницель венский!

Тебя, котлета де-воляй! 
Котлета де-воля́й, де-воляйль, де-валяй (фр. cotelette de volaille — «котлета из мяса птицы», «куриная котлета») — блюдо русской кухни, жаренные на сковороде панированные котлеты из цельного куриного филе. Похожие блюда в русской кухне — котлеты по-киевски и котлеты марешаль.
Блюдо из куриного филе под французским названием распространилось в России предположительно во второй половине XIX века, его автором мог быть повар, обучавшийся во Франции. В Петербурге котлеты де-воляй подавали в ресторанах «Кюба» и «Вена». После революции старорежимное блюдо было забыто, но пережило всплеск популярности в эпоху НЭПа.
В дореволюционных кулинарных книгах котлета де-воляй представляла собой панированную фаршированную котлету из куриного филе, в которую для вида вставляли с узенькой стороны котлеты зачищенную косточку или сырую макаронину вместо неё. Если по такому рецепту приготовить филе дичи (рябчика, тетёрки), то блюдо будет называться марешаль. Согласно рецепту П. П. Александровой-Игнатьевой куриные филе для котлет «де-воляйль» очищают от плёнок и отбивают тяпкой так, чтобы добиться одинаковой толщины. Их начиняют куриным фаршем с добавлением растёртого сливочного масла и кусочка льда, которые обеспечат блюду сочность. Перед жаркой в колерованном сливочном масле начинённые филе панируют в яйце и тёртом белом хлебе.
Советское издание «Основ кулинарии» 1941 года подразумевает под котлетой де-воляй жареное панированное куриное филе без начинки, его перед подачей рекомендовалось полить растопленным сливочным маслом, как шницель, и подавать с овощным гарниром. Котлета «де-валяй» в «Основах технологии приготовления пищи» 1966 года представляет собой жареное панированное куриное филе на косточке, которое сервируют на крутоне (обжаренном ломте пшеничного хлеба) с картофелем фри соломкой и заправленным зелёным горошком в тарталетке из песочного теста. В СССР вычурные иностранные названия блюд и некоторые их ингредиенты заменялись на понятные, и котлету де-воляй в советском общепите стали указывать как «отбивная куриная котлета». В современном специализированном издании этот же рецепт воспроизводится под названием «котлета [куриная] натуральная». Во французской кухне «де-воляй» не является самостоятельным рецептом. У Огюста Эскофье в «Кулинарном путеводителе» имеется несколько десятков именных рецептов приготовления жареных блюд из куриного филе. Куриное филе (сюпрем) с оставленной косточкой от крыла он называет котлетой.
Забытое ныне название блюда встречается в русской литературе начала XX века. В рассказе «Женщина в ресторане» А. Т. Аверченко, завсегдатая петербургского ресторана «Вена», капризная дама отказывается от предложенных ей котлет де-воляй, потому что их едят все шансонетки, вероятно, потому, что «воляй» во французском языке имеет переносное значение «женщина лёгкого поведения». В знаменитом романе М. А. Булгакова «Мастер и Маргарита» посетители ресторана в доме Грибоедова после первого шока от известия о гибели Берлиоза возвращаются к своим столикам: «В самом деле, не пропадать же куриным котлетам де-воляй?»